# 軟身臼齒麗鯛
軟身臼齒麗鯛（学名：Mylochromis mollis）為輻鰭魚綱鱸形目隆頭魚亞目慈鯛科的其中一種，分布於非洲馬拉威湖南部流域，為特有種，體長可以達16公分，棲息在中底層水域，生活習性不明，可以作為觀賞魚。
其种加词“mollis ”意为“柔软的”。